# Route 15 (Uruguay)
Pour les articles homonymes, voir Route 15.
La route 15 (espagnol : ruta 15) est l'une des routes nationales de l'Uruguay. Elle traverse le département de Rocha depuis la ville de La Paloma (au sud) jusqu'à la ville de Cebollatí (au nord).
Par la loi 13505 du 4 octobre 1966 a été désigné à cette route avec le nom de « Javier Barrios Amorín », dans la section entre la ville de La Paloma et la route 9.

## Parcours
Cette route appartient au réseau routier secondaire de l'Uruguay et comporte deux tronçons, le premier entre la ville de La Paloma et la route 9, et l'autre entre la ville de Rocha et la ville de Cebollatí.
Sur son parcours, elle traverse les localités suivantes :
- La Paloma
- Rocha
- Parallé
- Velázquez
- Lascano
- Cebollatí

### Route et paysage
Cette route traverse différents paysages du département de Rocha tout au long de son parcours.

#### La Paloma-Rocha
Le premier tronçon de cette route, qui commence dans la station balnéaire de La Paloma et se termine dans la ville de Rocha, correspond à des zones de prairies, le terrain se caractérise par le fait qu'il est bas avec une hauteur de moins de 50 msnm. La route commence à l'Avenida Nicolás Solari de La Paloma et après environ 25 km entre dans la ville de Rocha par la rue José Batlle y Ordóñez, où elle rejoint également la route 9.

#### Rocha-Lascano
Le tronçon suivant commence dans la ville de Rocha, où la route sort par la rue Dr. F. Martínez Rodríguez. En quittant la ville, la route traverse quelques km de prairies, puis zigzague sur des terrains plus élevés et des affleurements rocheux, traversant les lames de Píriz et de Spalato.
Déjà au km 80 se trouve la ville de Velázquez, reconnue « capitale historique du département ». À proximité se trouve la première pulpería du leader nationaliste Bernardo Olid et la maison du poète et journaliste Constancio C. Vigil. À 6 km de la ville se trouve l'endroit où se sont déroulées les batailles de l'India Muerta. Près de la ville de Velázquez se trouve le lac du barrage d'India Muerta, où l'on peut pêcher et pratiquer des sports nautiques (kayak, canoë, planche à voile).
En continuant vers le nord jusqu'à la ville de Lascano, on trouve une alternance de zones plates de prairies et de collines. À la jonction des routes 14 et 15 se trouve la ville de Lascano, connue comme la « capitale du riz ». Elle abrite deux des principaux producteurs de céréales de l'Uruguay.

#### Lascano-Cebollatí
Le dernier tronçon de cette route est caractérisé par des basses terres (altitudes inférieures à 50 m d'altitude), où abondent les plantations de riz
Au km 187 de la route 15 se trouve la ville de Cebollatí, située sur les rives du río Cebollatí, un lieu privilégié par la nature avec plus de 700 espèces végétales, dont le ceibo à fleurs blanches, une espèce unique. Sur les rives du fleuve se trouve la Barra del río Cebollatí, un mirador de forêt riveraine. Cette route se termine dans cette localité.